# 터누 엔드렉손
터누 엔드렉손(에스토니아어: Tõnu Endrekson, 1979년 6월 11일~)은 에스토니아의 조정 선수이다. 그는 올림픽에 6회 연속으로 참가했으며 2008년 하계 올림픽 남자 조정 더블 스컬 종목에서 은메달, 2016년 하계 올림픽에서 남자 쿼드러플 스컬 종목 동메달을 획득했다. 또한 세계 선수권 대회에서 동메달 5개를 획득했다.

## 수상
수훈
- 백성 훈장 2등급(2009년)